# Mathías Corujo
Mathías Corujo Díaz (Sauce, 8 mei 1986) is een profvoetballer uit Uruguay. Hij staat als middenvelder sinds 2015 onder contract bij de Chileense club Club Universidad de Chile. Eerder speelde hij onder meer voor Montevideo Wanderers en Peñarol.

## Interlandcarrière
Corujo, bijgenaamd Chiche, maakte zijn debuut voor Uruguay op 5 september 2014 in de vriendschappelijke wedstrijd tegen Japan (0-2) in Sapporo, net als Diego Rolán (Girondins de Bordeaux) en Camilo Mayada (Danubio). Corujo moest in dat duel na 69 minuten plaatsmaken voor Álvaro González.

## Erelijst
Cerro Porteño
- Paraguayaans landskampioen

2012, 2013
 Club Universidad de Chile
- Chileens landskampioen:

2014